# Verbascum parallelum
Verbascum parallelum är en flenörtsväxtart som beskrevs av Heinrich Carl Haussknecht. Verbascum parallelum ingår i släktet kungsljus, och familjen flenörtsväxter. Inga underarter finns listade i Catalogue of Life.